# Pristobunus ignavus
Pristobunus ignavus är en spindeldjursart som beskrevs av Forster 1954. Pristobunus ignavus ingår i släktet Pristobunus och familjen Triaenonychidae. Inga underarter finns listade i Catalogue of Life.